# Alacia leptothrix
Alacia leptothrix är en kräftdjursart som först beskrevs av G. W. Müller 1906.  Alacia leptothrix ingår i släktet Alacia och familjen Halocyprididae. Inga underarter finns listade i Catalogue of Life.